# Antonín Hrazdíra
Antonín Hrazdíra (* 3. července 1940 Ježkovice) byl český a československý politik KSČ, po sametové revoluci ministr vnitra České socialistické republiky, v 90. letech poslanec České národní rady a Poslanecké sněmovny za KSČM, pak politik za Levý blok a Stranu demokratického socialismu.

## Biografie
Roku 1958 absolvoval Střední hospodářskou školu a pracoval jako technik v ČSAD Vyškov na vedoucích pozicích. Členem KSČ se stal roku 1963. V roce 1982 absolvoval Univerzitu J. E. Purkyně v Brně (nynější Masarykova univerzita). Byl aktivní v místní politice, nejprve jako předseda MNV v Ježovicích, v letech 1980–1986 byl místopředsedou ONV Vyškov, od roku 1986 jeho předsedou. Dlouhodobě byl poslancem MěNV ve Vyškově, kde zároveň v období let 1983–1987 zastával funkci předsedy Městského výboru Národní fronty.
Během sametové revoluce reprezentoval končící vládnoucí režim ve Vyškově, ale 6. prosince 1989 byl na shromáždění Občanského fóra ve Vyškově navržen na post ministra. Proti jeho nominaci se ozývali někteří místní obyvatelé. V prosinci 1989 byl jmenován členem české vlády Františka Pitry a Petra Pitharta jako ministr vnitra a životního prostředí. Zároveň v této vládě od února 1990 zastával post 1. místopředsedy. Vládní funkce si udržel do konce funkčního období kabinetu v červnu 1990.
V politice se angažoval i později. Ve volbách roku 1990 se stal poslancem České národní rady za KSČM a mandát obhájil ve volbách roku 1992 za KSČM, respektive za koalici Levý blok. ČNR se po vzniku samostatné České republiky transformovala v Poslaneckou sněmovnu, v níž zasedal do roku 1996. Během funkčního období sněmovny setrval po rozkladu koalice Levý blok v Levém bloku, který se nyní vyděloval jako samostatná, reformně levicová postkomunistická strana.
V senátních volbách roku 1996 kandidoval do horní komory českého parlamentu za senátní obvod č. 57 - Vyškov, coby kandidát Strany demokratického socialismu. Získal ale jen 2 % hlasů a nepostoupil do 2. kola.